# Château d'Obi
Le château d'Obi (飫肥城, Obi-jō) se situe au sud de la province de Hyūga, dans l'actuelle préfecture de Miyazaki (Japon). Pendant l'époque d'Edo, ce fut le château principal du clan Itō.